# Stenosoma nadejda
Stenosoma nadejda là một loài chân đều trong họ Idoteidae. Loài này được Rezig miêu tả khoa học năm 1989.